# Ludwig von Windheim

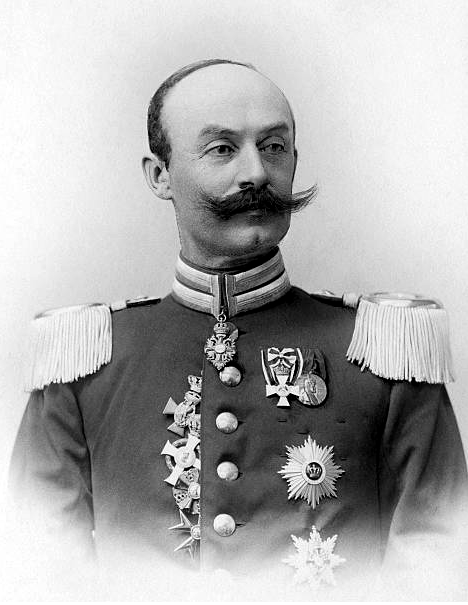
Ludwig von Windheim in 1903

Ludwig Hubert von Windheim (Oschersleben, 27 juni 1857 - Koningsbergen (tegenwoordig Kaliningrad), 15 januari 1935) was een Pruisisch politicus en politiefunctionaris.
Hij was van 1886 tot 1894 landraad te Ragnit, in 1895 hoofdcommissaris van politie te Stettin en van 1895 tot 1903 hoofdcommissaris te Berlijn. In 1903 was hij Regierungspräsident te Frankfurt (Oder) en van 1903 to 1907 eerste president (Oberpräsident) van de provincie Hessen-Nassau, vervolgens van 1907 tot 1914 van Oost-Pruisen en daarna tot 1917 van Hannover. Hij stierf op 77-jarige leeftijd te Koningsbergen.
- Gemeinsame Normdatei: 117400386
- International Standard Name Identifier: 0000 0000 1058 2287
- Virtual International Authority File: 72170279